# Бека Ломтадзе
Бека Ломтадзе (груз. ბექა ლომთაძე; нар. 23 листопада 1991, Кутаїсі) — грузинський борець вільного стилю, срібний призер чемпіонату світу, триразовий срібний призер чемпіонатів Європи, срібний призер Європейських ігор, бронзовий призер Кубку світу, володар Кубку Європейських націй.

## Життєпис
Боротьбою почав займатися з 2002 року.
Виступає за Спортивний клуб Кутаїсі. Тренер — Коба Ахвледіані.

## Спортивні результати на міжнародних змаганнях

### Виступи на Чемпіонатах світу
| Змагання                        | Збірна | Вагова категорія          | Місце  |
| ------------------------------- | ------ | ------------------------- | ------ |
| Чемпіонат світу з боротьби 2014 | Грузія | вільна боротьба, до 61 кг | 11     |
| Чемпіонат світу з боротьби 2015 | Грузія | вільна боротьба, до 61 кг | 7      |
| Чемпіонат світу з боротьби 2016 | Грузія | вільна боротьба, до 61 кг | Срібло |
| Чемпіонат світу з боротьби 2017 | Грузія | вільна боротьба, до 57 кг | 17     |
| Чемпіонат світу з боротьби 2018 | Грузія | вільна боротьба, до 61 кг | 5      |

### Виступи на Чемпіонатах Європи
| Змагання                         | Збірна | Вагова категорія          | Місце  |
| -------------------------------- | ------ | ------------------------- | ------ |
| Чемпіонат Європи з боротьби 2014 | Грузія | вільна боротьба, до 61 кг | 7      |
| Чемпіонат Європи з боротьби 2018 | Грузія | вільна боротьба, до 61 кг | Срібло |
| Чемпіонат Європи з боротьби 2019 | Грузія | вільна боротьба, до 61 кг | Срібло |
| Чемпіонат Європи з боротьби 2020 | Грузія | вільна боротьба, до 61 кг | Срібло |

### Виступи на Європейських іграх
| Змагання              | Збірна | Вагова категорія          | Місце  |
| --------------------- | ------ | ------------------------- | ------ |
| Європейські ігри 2015 | Грузія | вільна боротьба, до 61 кг | Срібло |

### Виступи на Кубках світу
| Змагання                    | Збірна | Вагова категорія          | Місце  |
| --------------------------- | ------ | ------------------------- | ------ |
| Кубок світу з боротьби 2014 | Грузія | вільна боротьба, до 61 кг | 9      |
| Кубок світу з боротьби 2016 | Грузія | вільна боротьба, до 61 кг | Бронза |

### Виступи на Кубках Європейських націй
| Змагання                                 | Збірна | Вагова категорія | Місце  |
| ---------------------------------------- | ------ | ---------------- | ------ |
| Кубок Європейських націй з боротьби 2016 | Грузія | команда          | Золото |

### Виступи на інших змаганнях
| Змагання                                     | Збірна | Вагова категорія          | Місце  |
| -------------------------------------------- | ------ | ------------------------- | ------ |
| Турнір Г. Картозія і В. Балавадзе 2011       | Грузія | вільна боротьба, до 60 кг | 7      |
| Золотий Гран-прі з боротьби 2011 (Баку)      | Грузія | вільна боротьба, до 60 кг | 5      |
| Меморіал Вацлава Циолковського 2011          | Грузія | вільна боротьба, до 60 кг | 14     |
| Турнір Яшара Догу 2012                       | Грузія | вільна боротьба, до 60 кг | 32     |
| Вогні Москви 2012                            | Грузія | вільна боротьба, до 60 кг | 4      |
| Київський Міжнародний турнір з боротьби 2013 | Грузія | вільна боротьба, до 60 кг | 23     |
| Турнір Алі Алієва 2013                       | Грузія | вільна боротьба, до 60 кг | 17     |
| Турнір Степана Саргісяна 2014                | Грузія | вільна боротьба, до 61 кг | Срібло |
| Кубок Тахті 2015                             | Грузія | вільна боротьба, до 61 кг | Бронза |
| Турнір Олександра Медведя 2015               | Грузія | вільна боротьба, до 61 кг | 23     |
| Меморіал Вацлава Циолковського 2015          | Грузія | вільна боротьба, до 61 кг | Бронза |
| Кубок Алроси 2015                            | Грузія | вільна боротьба, до 61 кг | Бронза |
| Турнір Степана Саргісяна 2016                | Грузія | вільна боротьба, до 61 кг | Бронза |
| Турнір Г. Картозія і В. Балавадзе 2017       | Грузія | вільна боротьба, до 57 кг | Золото |
| Меморіал Вацлава Циолковського 2017          | Грузія | вільна боротьба, до 61 кг | Бронза |
| Київський Міжнародний турнір з боротьби 2018 | Грузія | вільна боротьба, до 61 кг | Срібло |
| Турнір Г. Картозія і В. Балавадзе 2018       | Грузія | вільна боротьба, до 61 кг | Золото |
| Меморіал Вацлава Циолковського 2018          | Грузія | вільна боротьба, до 65 кг | 16     |
| Турнір Аланії з боротьби 2018                | Грузія | вільна боротьба, до 61 кг | Срібло |
| Henri Deglane Challenge 2019                 | Грузія | вільна боротьба, до 61 кг | Золото |
| Турнір Г. Картозія і В. Балавадзе 2019       | Грузія | вільна боротьба, до 61 кг | Золото |
| Турнір Аланії з боротьби 2019                | Грузія | вільна боротьба, до 61 кг | 8      |